# Konstantin Fjodorowitsch Olschanski

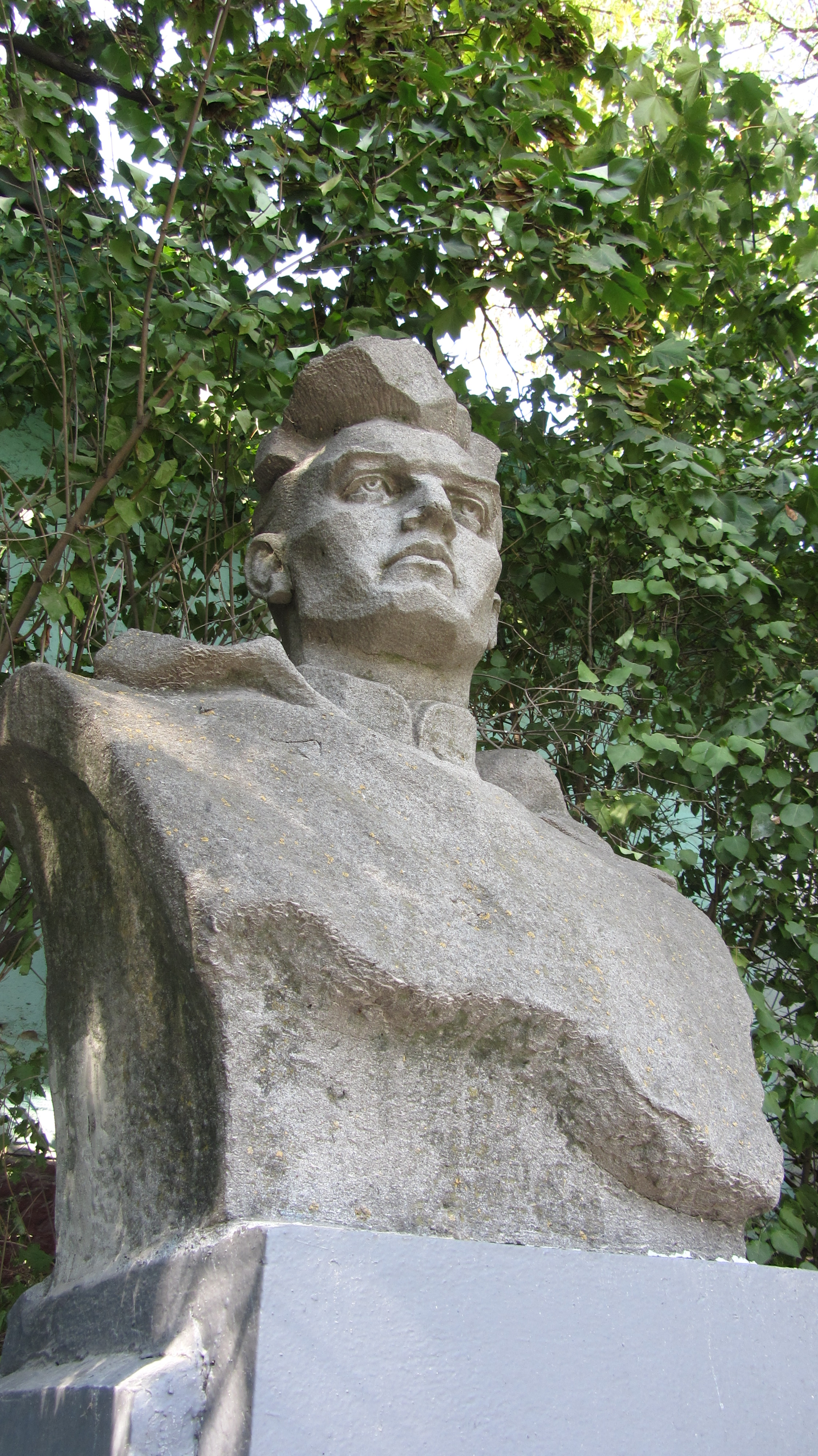
Büste von Konstantin Olschanski

Konstantin Fjodorowitsch Olschanski (russisch Константин Фёдорович Ольшанский; * 8. Maijul. / 21. Mai 1915greg. in Prikolotnoje, Gouvernement Charkow; † 27. März 1944 in Nikolajew) war ein sowjetischer Marineinfanterist.
Olschanski war Oberleutnant und wurde postum als Held der Sowjetunion ausgezeichnet. Das Landungsschiff Kostjantyn Olschanskyj ist nach ihm benannt worden.

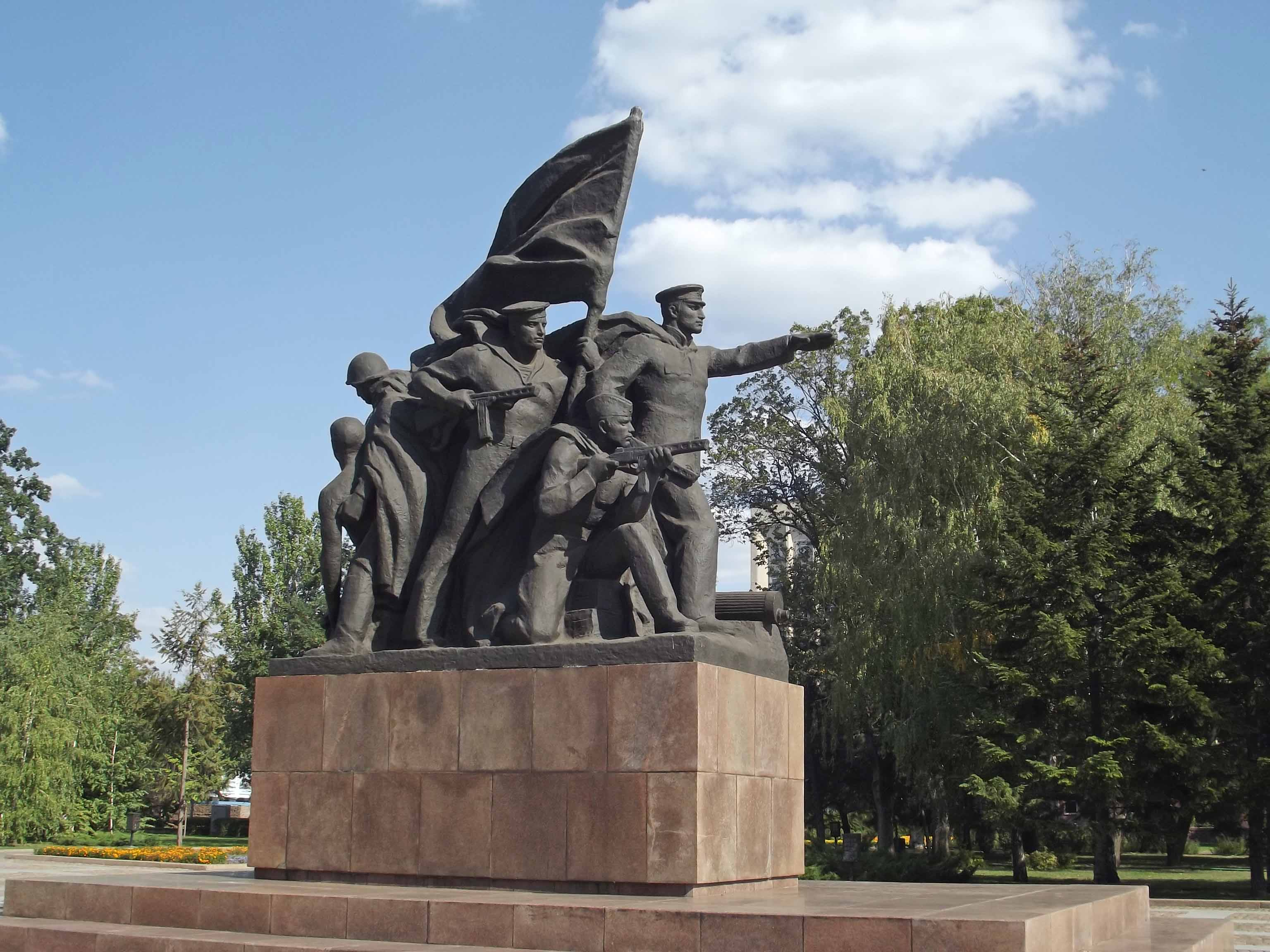
Denkmal in Nikolajew